# م
‎（阿拉伯语：‎）是阿拉伯字母中的第24個字母，屬於月亮字母。

## 概要

### 字源
源於腓尼基字母𐤌，與希伯來字母「מ」、希臘字母的「Μ」、拉丁字母的「M」和西里爾字母的「М」同源。

### 讀音
在現代標準阿拉伯語中發音為雙唇鼻音/m/。

### 字體變化
依據字母在詞語位置的不同，其書寫形式也會有所變化：
| 在词语中的位置：        | 独立 | 尾部 | 中部 | 首部 |
| ----------------------- | ---- | ---- | ---- | ---- |
| 誊抄体： （显示异常？） | م‎    | ـم‎   | ـمـ‎  | مـ‎   |
| 波斯体： （显示异常？） | م‬    | ـم‬   | ـمـ‬  | مـ‬   |